# Imigração italiana nos Estados Unidos

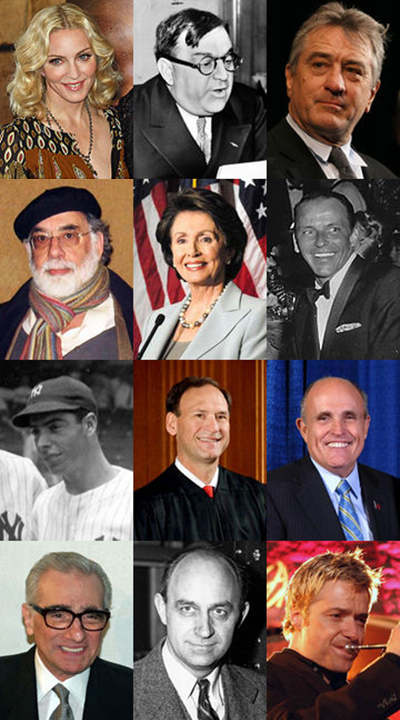
Ítalo-americanos

De acordo com a pesquisa nacional de 2016, quase 17 milhões de norte-americanos autodeclararam-se como sendo de origem italiana, compondo mais de 5% da população dos Estados Unidos. Os italianos e seus descendentes formam a sétima maior ancestralidade do país, atrás somente dos alemães, irlandeses, ingleses, "americanos", africanos de várias origens e mexicanos.
Os Estados Unidos foram o país que mais recebeu imigrantes italianos na História. Cerca de 5,5 milhões de italianos imigraram para os Estados Unidos, de 1820 a 2004. A década de 1870 foi seguida pela maior onda de imigração, que ocorreu entre 1880 e 1914, e trouxe mais de 4 milhões de italianos para os Estados Unidos, a grande maioria sendo do sul da Itália e da Sicília, com a maioria tendo origens agrárias. Esse período de imigração em larga escala terminou abruptamente com o início da Primeira Guerra Mundial, em 1914 e, com exceção de um ano (1922), nunca foi totalmente retomado. Ademais, a imigração foi bastante limitada por várias leis aprovadas pelo Congresso americano, na década de 1920.
Aproximadamente 84% dos imigrantes italianos vieram do antigo Reino das Duas Sicílias. Essa era a parte mais pobre e menos desenvolvida da Itália, ainda em grande parte rural e agrícola, onde grande parte da população estava empobrecida por séculos de desgoverno estrangeiro, e por um sistema de tributação opressivo, imposto após a unificação italiana em 1861. Nos Estados Unidos, a maioria dos italianos começou suas novas vidas como trabalhadores manuais nas cidades do leste, campos de mineração e na agricultura. Os descendentes dos imigrantes italianos subiram gradualmente de uma classe econômica mais baixa, na primeira geração, para um nível comparável à média nacional, em 1970. A comunidade italiana tem sido frequentemente caracterizada por fortes laços com a família, a Igreja Católica Romana, organizações fraternais e partidos políticos.

## Histórico

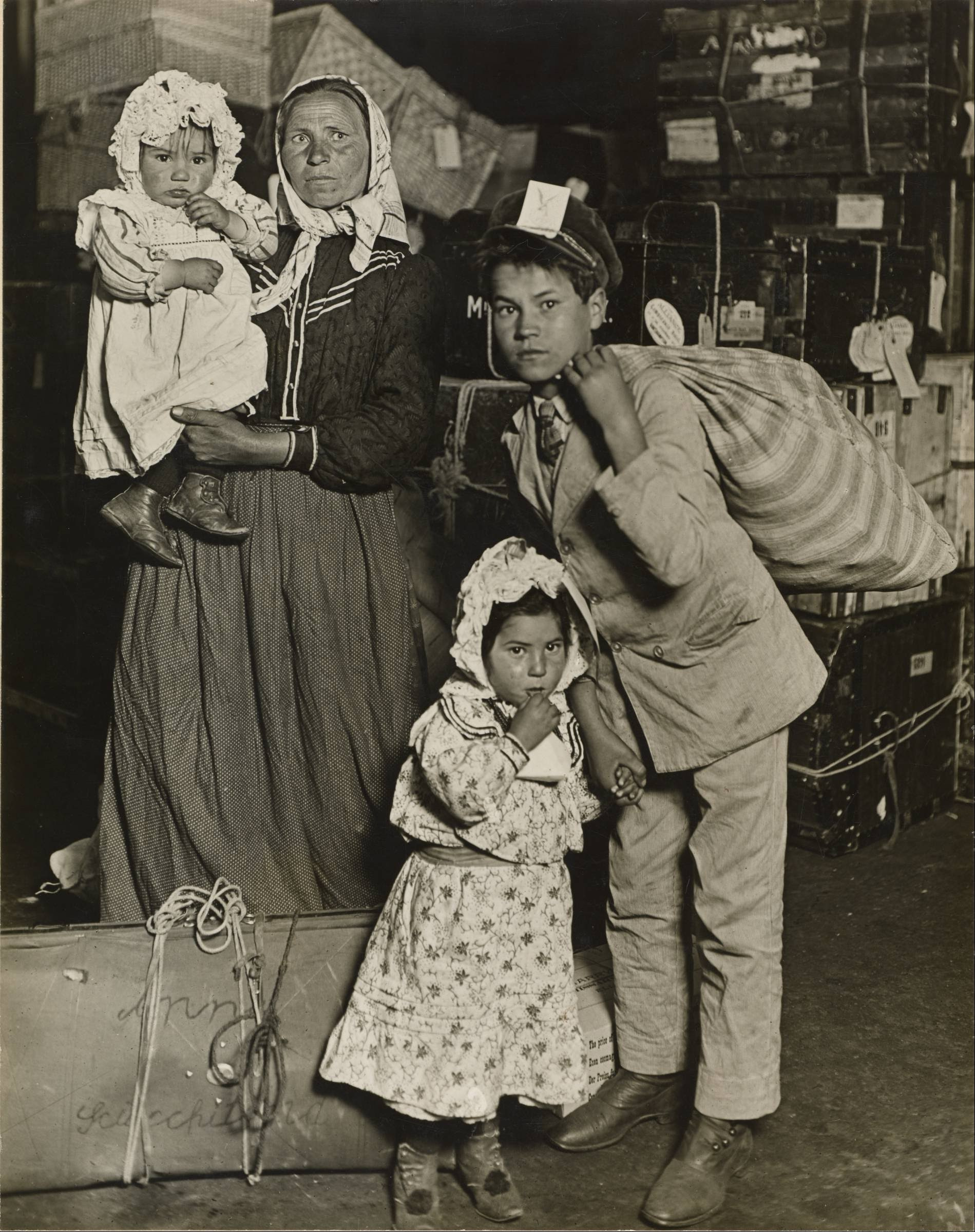
Imigrantes italianos entrando nos Estados Unidos por Ellis Island, em 1905.

Logo após a Unificação Italiana, em 1861, a Itália entrou em um gigantesco processo de emigração. Milhões de pessoas abandonaram a Itália e partiram, principalmente, para as Américas: Brasil, Argentina e, sobretudo, os Estados Unidos.
A unificação italiana em 1861 fez com que as condições econômicas piorassem consideravelmente para muitos no antigo Reino das Duas Sicílias. Os principais fatores que contribuíram para o grande êxodo do sul da Itália e da Sicília após a unificação, incluíram: agitação política e social; a alocação do governo de muito mais de seus recursos para a industrialização do Norte do que para a do Sul; uma carga fiscal desigual no Sul; tarifas sobre os produtos do Sul; exaustão do solo e erosão; e recrutamento militar com duração de sete anos. De 1880 a 1915, cerca de 13 milhões de italianos emigraram da Itália, tornando a Itália o local da maior emigração voluntária registrada na história mundial.

## Os Estados Unidos como destino

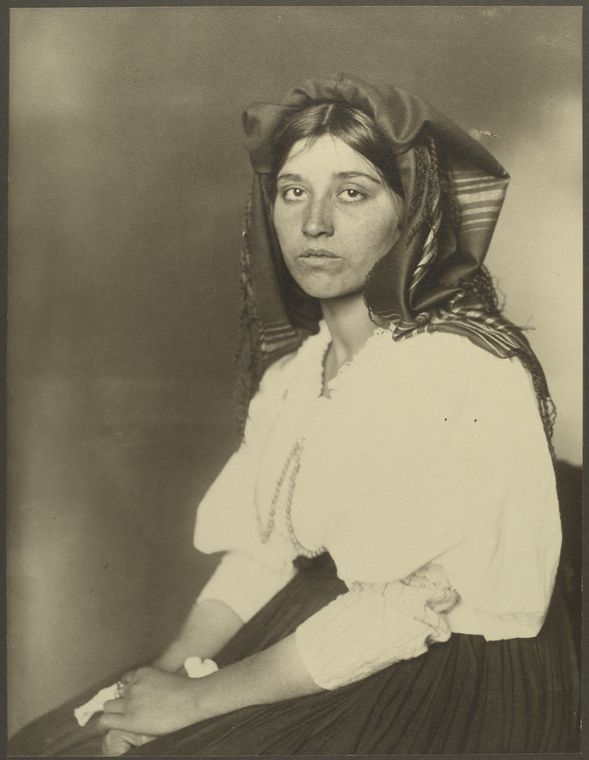
Uma imigrante italiana fotografada após ter chegado aos Estados Unidos (1906).

Os Estados Unidos começaram a dominar a emigração italiana a partir da década de 1890. Antes disso, a maior parte dos italianos tinha como destino o Brasil ou a Argentina ou outros países da Europa.
Os Estados Unidos ofereciam empregos que os camponeses italianos não qualificados e sem instrução poderiam ocupar. Os EUA estavam crescendo rapidamente durante o século XIX e muitas vezes havia uma escassez de trabalhadores. Imigrantes de todas as nações preencheram essa demanda, empregando-se na construção de ferrovias e de edifícios, enquanto outros empregavam-se em fábricas que exigiam pouca ou nenhuma habilidade especial. Esse tipo de trabalho era ideal para atender às necessidades dos imigrantes e, apesar de serem mal remunerados, ainda era muito mais do que eles podiam ganhar na Itália.
Durante este período de emigração em massa, 4 milhões de italianos chegaram aos Estados Unidos, e 3 milhões dos imigrantes italianos chegaram apenas entre 1900 e 1915. Uma vez na América, os imigrantes enfrentaram grandes desafios. Muitas vezes, sem nenhum conhecimento do idioma inglês e com pouca educação formal, muitos dos imigrantes eram obrigados a aceitar empregos com baixos salários e eram frequentemente explorados por pessoas que atuavam como intermediárias entre eles e os possíveis empregadores.

## A emigração em massa

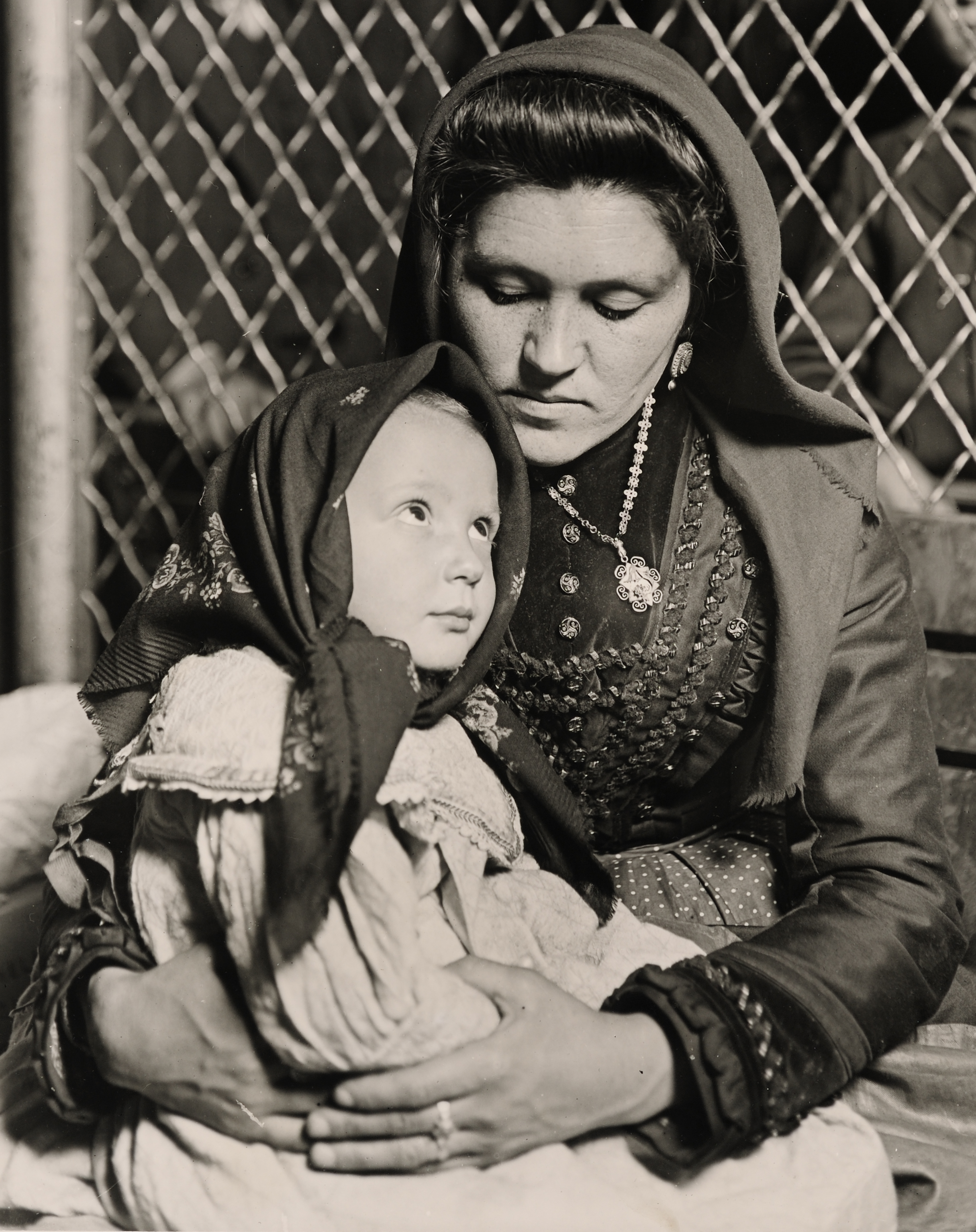
Uma imigrante italiana e sua filha, fotografadas em Ellis Island, logo após terem chegado aos Estados Unidos (1905).

Entre 1880 e 1978, emigraram para os Estados Unidos 5,3 milhões de italianos. Apenas os alemães e irlandeses chegaram em maior número. A maior parte dos imigrantes eram camponeses oriundos do Sul da Itália, especialmente da Sicília e de Campânia e se instalaram, na sua maioria, no Nordeste do país, sendo a cidade de Nova Iorque o destino preferido. Dominaram bairros específicos (chamados "Little Italy") onde podiam se interagir e encontrar comida típica. Esses bairros eram tipicamente favelas construídas com habitações coletivas, com péssimo ou praticamente inexistência de saneamento básico.  Os imigrantes italianos chegaram com muito pouco dinheiro e capital, todavia os EUA procuravam a mão-de-obra italiana. Aproximadamente 78% dos emigrados italianos eram do sexo masculino e cerca de 30% retornou para a Itália.
Os imigrantes do sexo masculino nas "Little Italies" eram mais empregados em trabalhos manuais e estavam fortemente envolvidos em obras públicas, como a construção de estradas, trilhos de trem, esgotos, metrôs, pontes e os primeiros arranha-céus no nordeste dos Estados Unidos. Em 1890, 90% dos trabalhadores nas obras públicas de Nova York eram italianos.

## Redução da emigração
A Primeira Guerra Mundial, juntamente com medidas adotadas pelo Congresso americano, como a lei restritiva de 1921, a Lei de Imigração de 1924 e a implementação da Fórmula Nacional de Origem, restringiram fortemente a imigração italiana. A cota alocada para os italianos era 1/13 daquela alocada para os alemães e, em geral, a imigração anglo-saxônica e do norte da Europa foi fortemente favorecida. Apesar da implementação da quota, o fluxo de imigrantes italianos permaneceu entre 6 ou 7% de todos os imigrantes.

### Regiões de origem
Dos italianos que foram para os Estados Unidos entre 1876 e 1915, 80% eram do Sul da Itália. As primeiras levas de imigrantes vieram de Campânia, mas depois foram superadas pela imigração em larga escala oriunda da Sicília. Os sicilianos se mantiveram como os italianos que mais imigraram para a América do Norte. Abruzo, Molise, Calábria e a Puglia foram as outras regiões da Itália que contribuíram significativamente com a imigração para os Estados Unidos e, juntas com a Sicília e Campânia, constituíram 74,5% da imigração italiana para esse país. A imigração italiana para os Estados Unidos foi, portanto, concentrada no Sul da Itália, sendo que algumas poucas regiões constituíram a maioria do fluxo migratório. Nenhuma região do Norte da Itália contribuiu com mais de 5% da imigração para esse país, ficando nítida a preferência meridional desse fluxo.

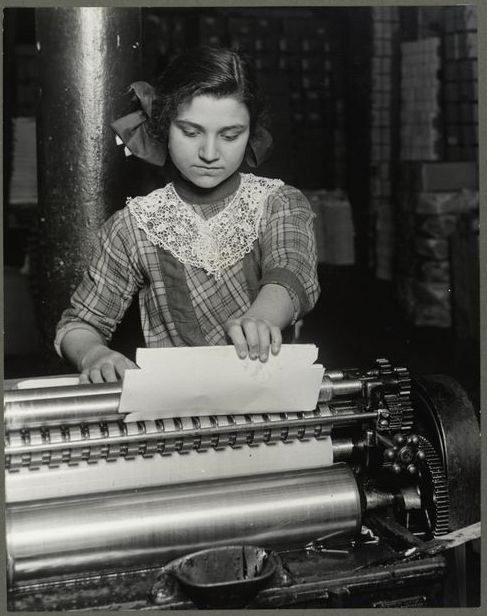
Uma menina italiana de catorze anos, trabalhando em uma fábrica de caixas de papel, nos Estados Unidos, em 1913.

| Regiões de origem dos italianos nos Estados Unidos (1876-1915) | Porcentagem |
| -------------------------------------------------------------- | ----------- |
| Sicília                                                        | 23,4%       |
| Campânia                                                       | 21,8%       |
| Abruzo/Molise                                                  | 13,0%       |
| Calábria                                                       | 10,5%       |
| Puglia                                                         | 5,8%        |

## Enclaves italianos: as "Little Italies"
Os imigrantes italianos que chegavam aos Estados Unidos tendiam a habitar bairros predominantemente compostos por italianos, denominados "Little Italies" (pequenas Itálias). Como a Itália era um Estado recém-unificado, os italianos geralmente se definiam por sua associação com suas aldeias nativas, e não com seu país de origem. As rivalidades intrarregionais, juntamente com dialetos e tradições díspares, afastavam os imigrantes italianos. Assim, os aldeões e pessoas da mesma região ou província acabaram se agrupando em bairros auto-segregados, dentro dos assentamentos italianos mais amplos, conforme observou Luigi Villari em 1912:
| “ | Alguns bairros são habitados exclusivamente por recém-chegados de uma determinada região; podemos encontrar apenas sicilianos em uma rua, apenas pessoas da Calábria em outra rua e imigrantes dos Abruzos em uma terceira. Há até mesmo ruas onde moram apenas indivíduos de uma única cidade: uma colônia de Sciacca, uma colônia de San Giovanni in Fiore, uma colônia de Cosenza em outro lugar. | ” |

Como os imigrantes anteriores também ajudavam os recém-chegados a encontrar emprego, em geral onde eles mesmos estavam empregados, os italianos geralmente se agrupavam com outras pessoas vindas da mesma aldeia, e também se esquivavam de pessoas de outras origens regionais no local de trabalho. Todavia, essas subdivisões étnicas não se perpetuaram no tempo. A segunda geração ítalo-americana, com laços frouxos com a terra de seus pais, dificilmente poderia entender as divisões locais e as rivalidades que separaram seus pais e mães.

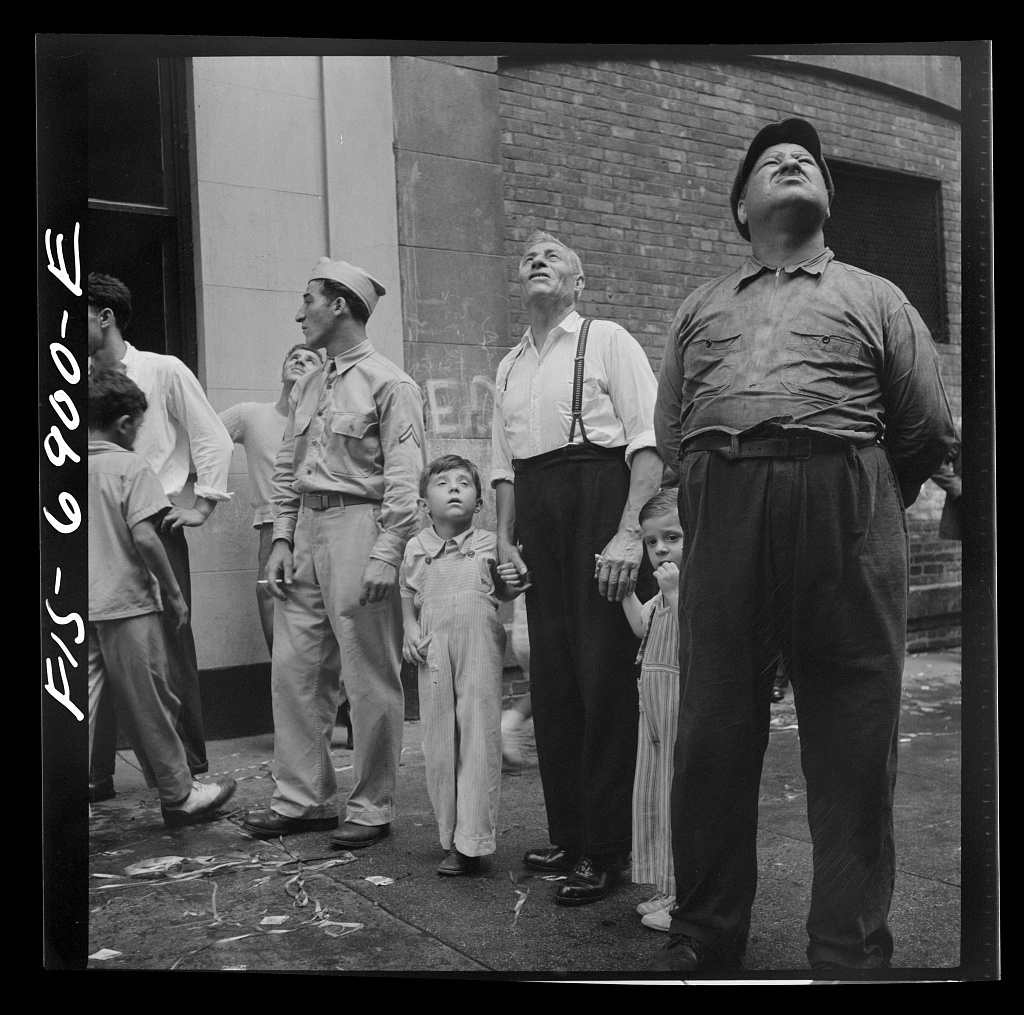
Ítalo-americanos em Nova Iorque, durante a Festa de São Roque, na década de 1940.
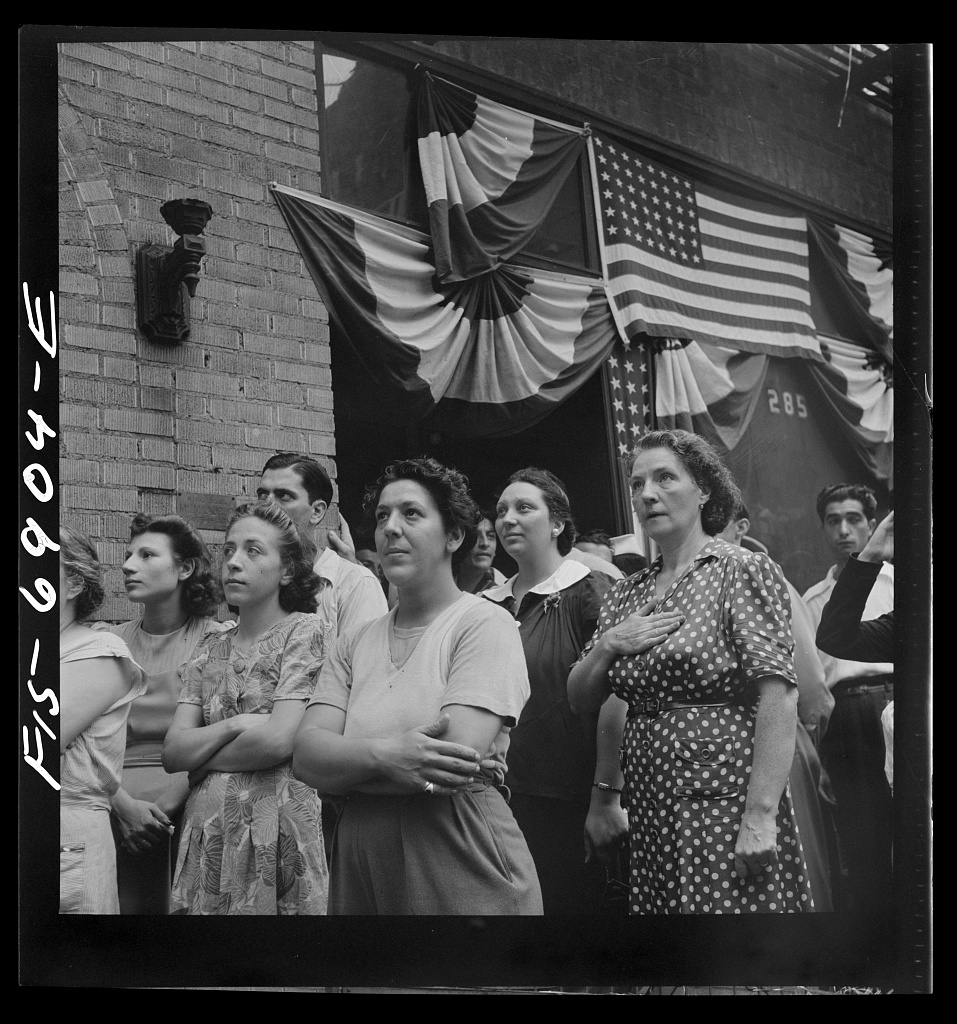
Ítalo-americanos em Nova Iorque, na década de 1940.
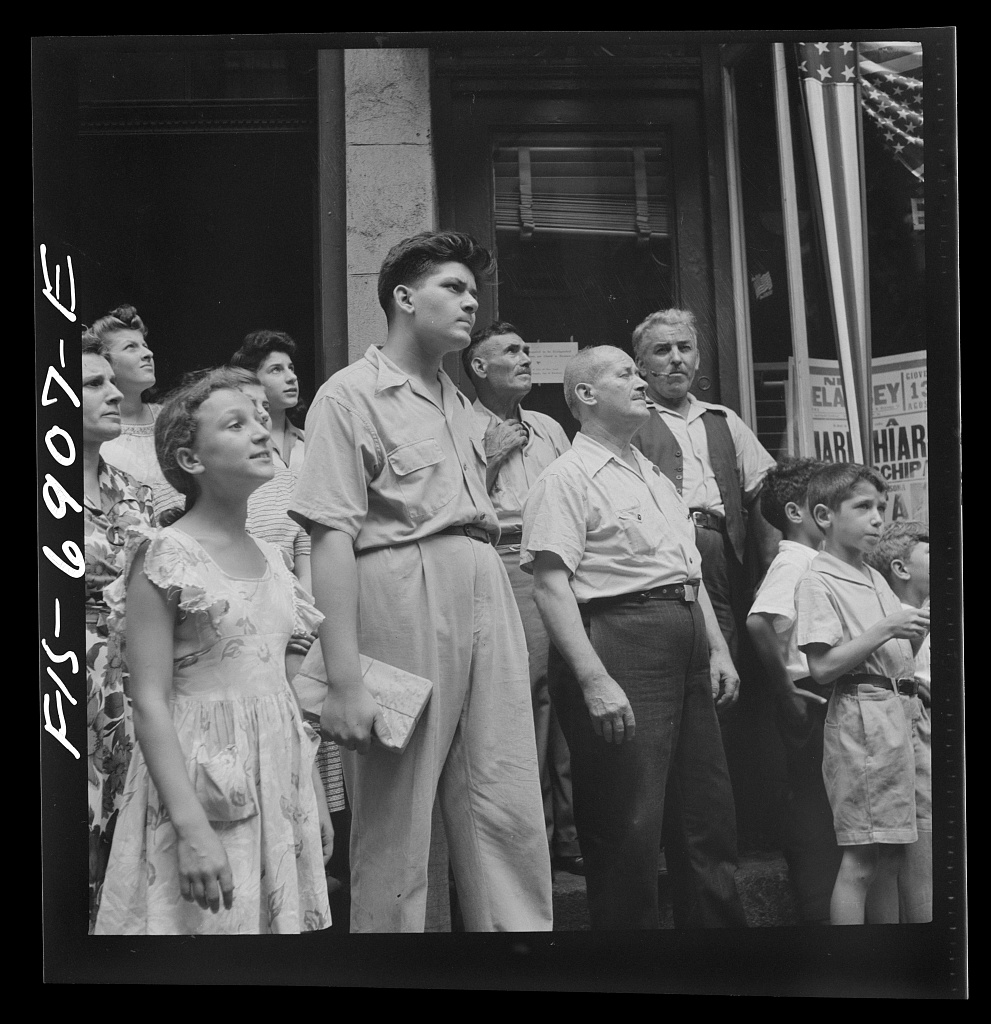
Ítalo-americanos em Nova Iorque, na década de 1940.
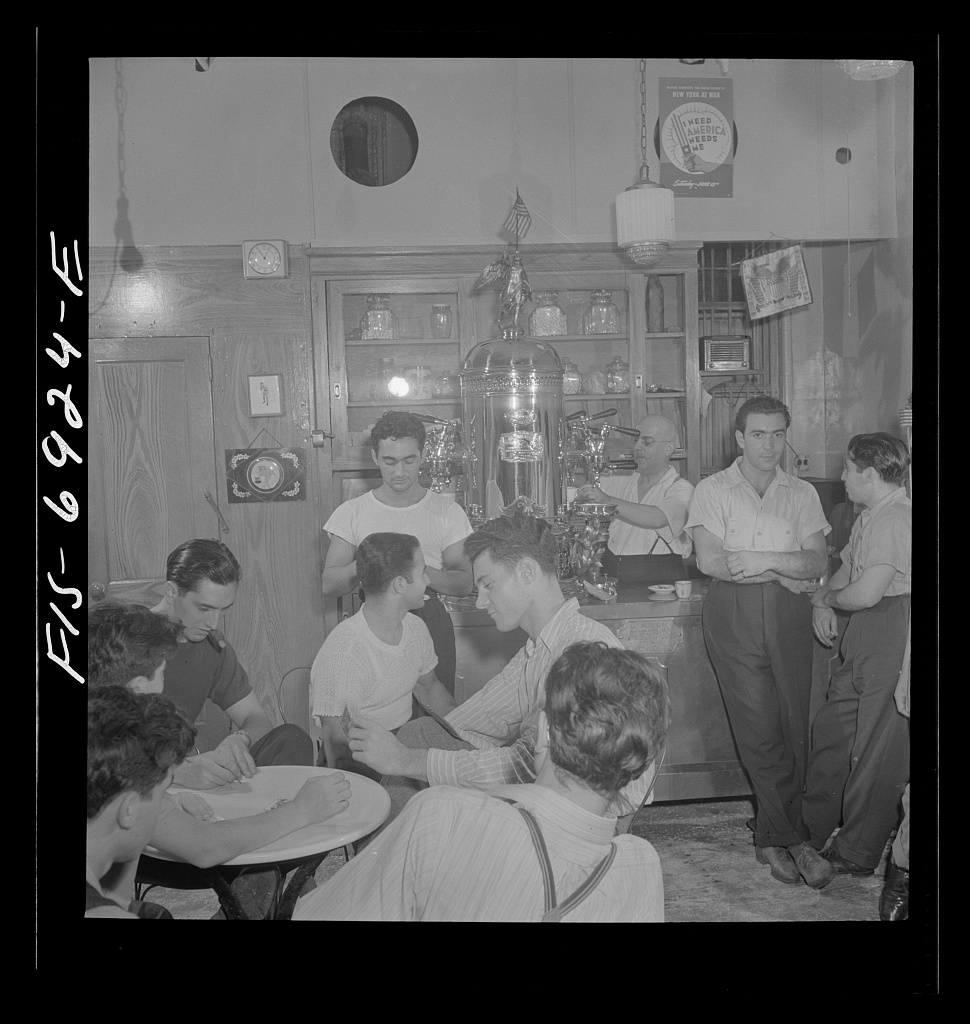
Ítalo-americanos em bar de Nova Iorque, na década de 1940.
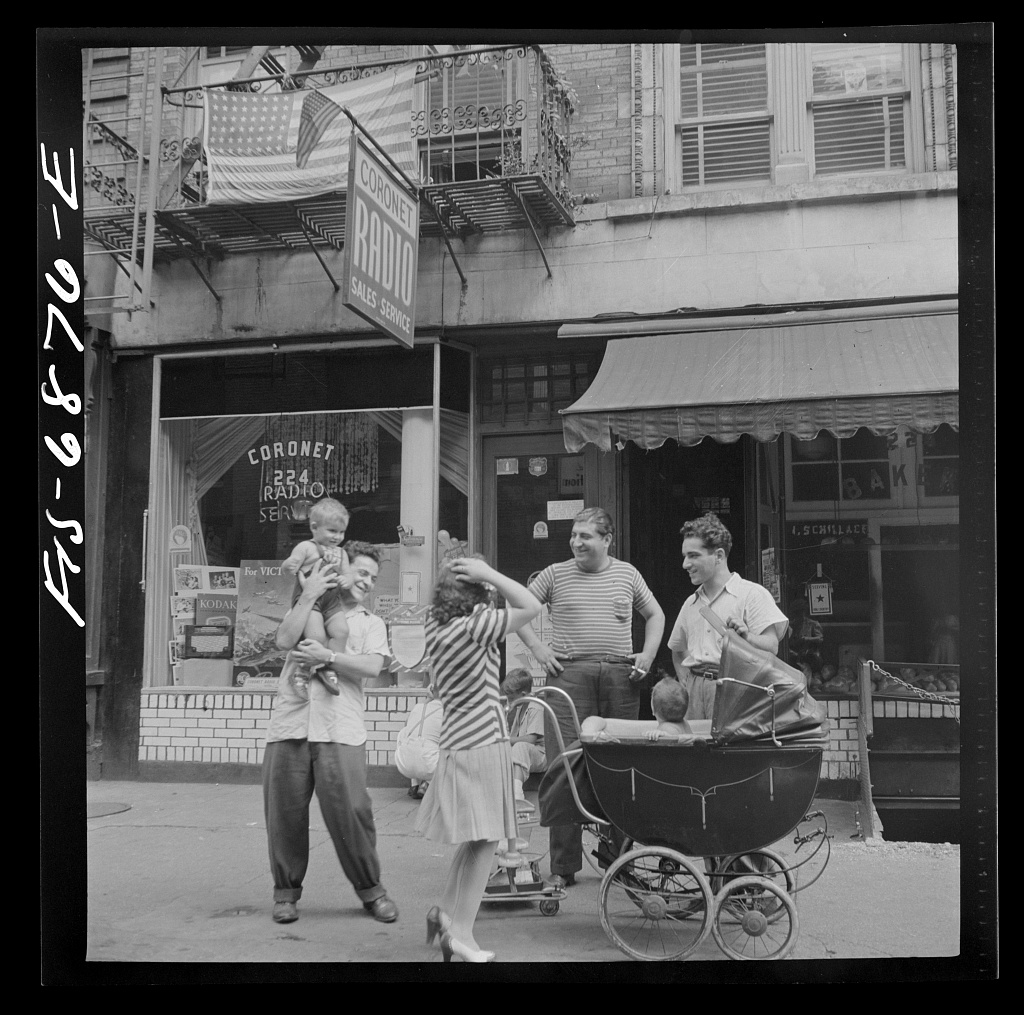
Família ítalo-americana nas ruas de Nova Iorque, na década de 1940
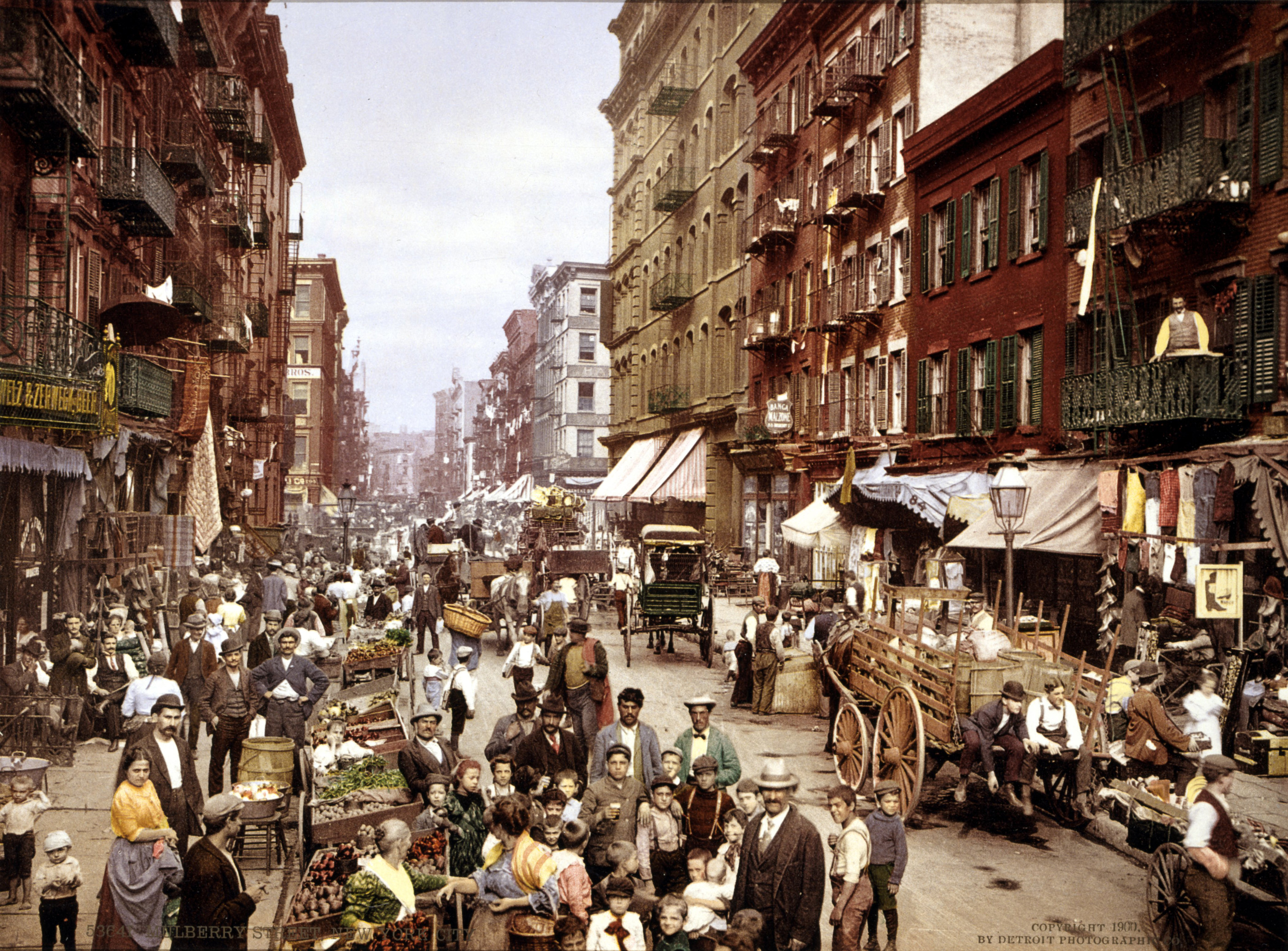
Imigrantes italianos na Mulberry Street, Manhattan, em Little Italy (por volta de 1900).

As condições de vida nesses bairros italianos podiam ser severas. Os italianos amontoaram-se em apartamentos denominados cortiços. A maioria dos cortiços eram favelas, áreas da cidade que careciam de saneamento público e onde a criminalidade tendia a ser alta. Uma família inteira ou até dez homens solteiros poderiam dividir um único quarto. Tais condições eram difíceis e o fraco saneamento básico muitas vezes facilitava a propagação de doenças. Assim, não surpreende que uma das coisas que muitos italianos que viviam nesses cortiços desejavam era sair dali o mais rápido possível.

## Preconceito religioso e social

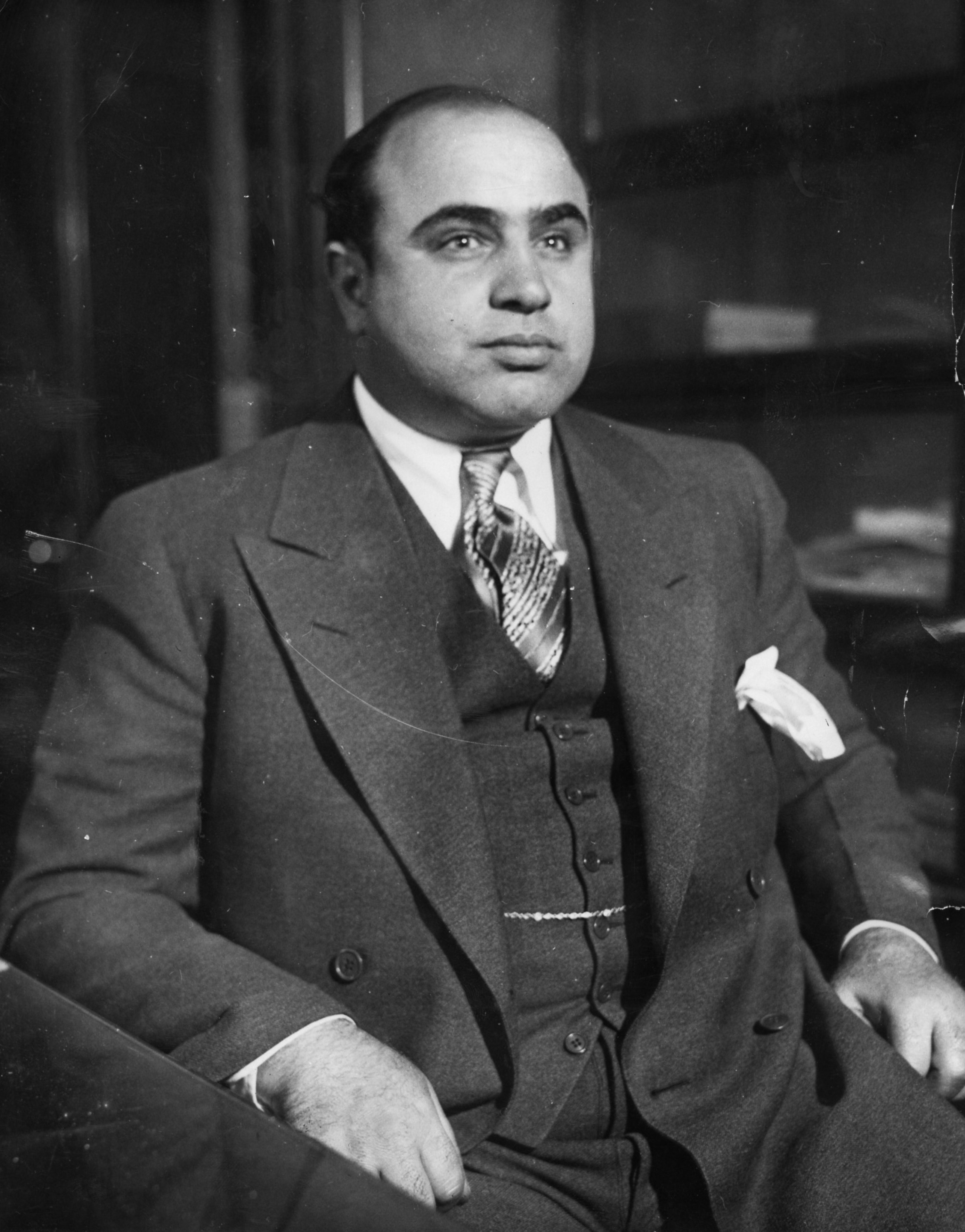
Al Capone, conhecido gângster ítalo-americano, dedicava-se ao contrabando e à venda de bebidas, durante a Lei Seca.

Os imigrantes italianos na América do Norte, por serem católicos, sofreram diversos preconceitos por parte da população norte-americana. Esse preconceito não vinha apenas dos protestantes, mas também de grupos católicos que chegaram aos Estados Unidos antes dos italianos. Em Nova York, onde os irlandeses estavam mais estabelecidos e controlavam a Igreja Católica e o aparato político, a discriminação contra os italianos foi codificada - formal e informalmente. Rosario Ingargiola lembrou que "os irlandeses eram preconceituosos contra os italianos e se consideravam superiores aos italianos porque conheciam a língua e controlavam a política".
Ademais, devido ao fenômeno da máfia ter-se espalhado por parte da população ítalo-americana e ter sido cultuada em filmes do país, muitos americanos ligavam os imigrantes italianos a facções criminosas. As mesmas qualidades que conferiram grande capacidade de sobrevivência aos italianos - lealdade à família, desconfiança de forasteiros, adesão estrita aos códigos de comportamento - também ajudaram a produzir alguns criminosos. A ascendência dos ítalo-americanos no submundo do crime coincidiu, por acidente histórico, com o advento da Lei Seca. Apenas uma parcela mínima de ítalo-americanos estavam envolvidos com a máfia, porém essa associação entre ser italiano e criminoso ainda persistiu por um tempo.
O fenômeno da máfia era muito atraente, não apenas para os cineastas, mas também para vários escritores que frequentemente escreviam sobre a máfia e novamente criavam uma imagem negativa em cima dos italianos. Já na década de 1930, bandidos americanos com sobrenomes italianos eram a imagem e o símbolo do crime organizado. O sucesso dos filmes de gângsteres Little Caesar e Scarface contribuiu para a visão do público de que o crime nos EUA era dominado por homens com acentuado sotaque italiano. Nas décadas de 1960 e de 1970, tal estereótipo foi reforçado por obras como O Poderoso Chefão. Pode parecer paradoxal, mas nos anos em que o estereótipo ganhou mais força, a própria máfia estava ficando cada vez mais fraca. Não só houve muitas investigações e processos judiciais que penetraram nas estruturas anteriormente impenetráveis, mas também a máfia não conseguia mais atrair novas pessoas: “Nos Estados Unidos, os grupos mafiosos, desde a década de 1960, foram cada vez mais incapazes de atrair pessoas capazes, ítalo-americanos ambiciosos e inteligentes das gerações mais jovens".
A imagem de indivíduos de origens italianas como membros de um único povo inferior, desfrutando de vida gregária, condições de vida precárias e propensos à violência e atividades criminosas era comum na opinião pública americana em geral. Porém, essa imagem negativa diminuiu ou deixou de existir nas últimas décadas e, atualmente, a visão que a sociedade americana tem dos italianos é geralmente positiva.

### Preconceito racial

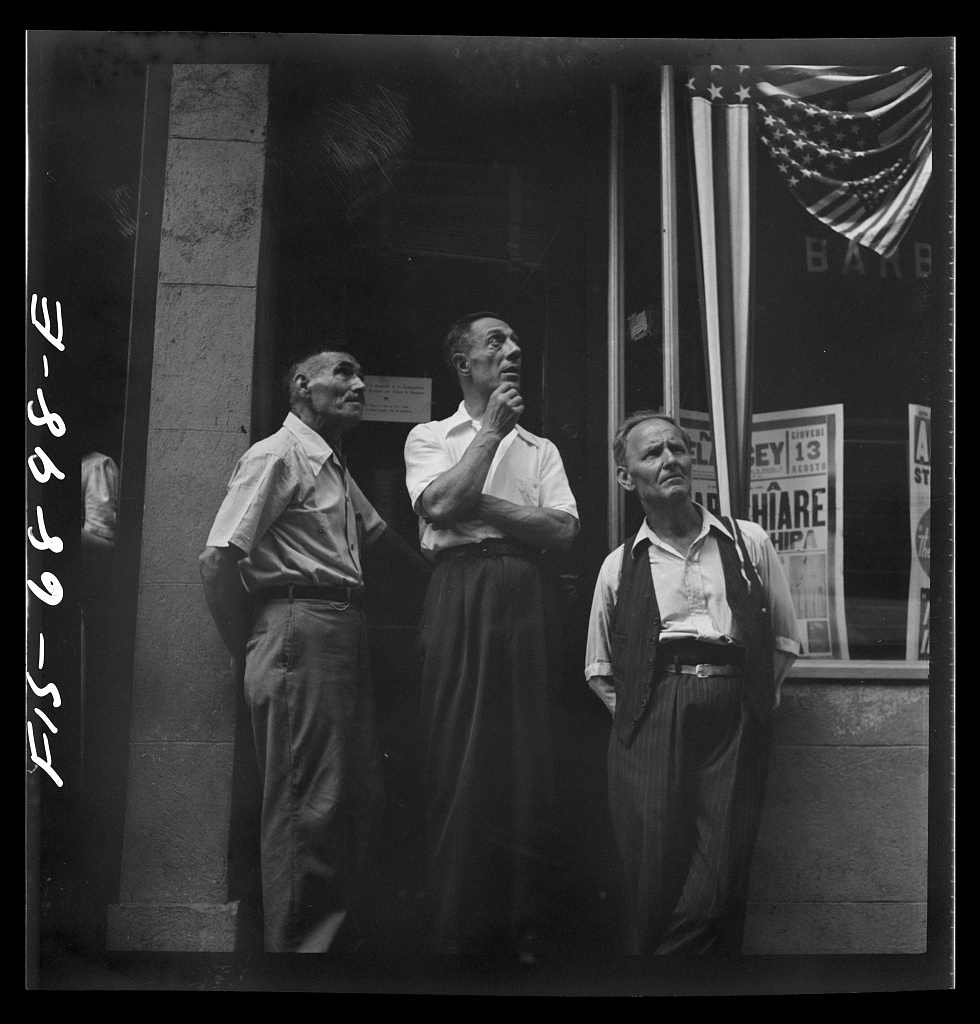
Ítalo-americanos nas ruas de Nova Iorque, na década de 1940.

Durante grande parte dos séculos XIX e XX, vigorou no Ocidente uma pseudociência que estabelecia uma hierarquia de raças humanas, conhecida como racismo científico, o qual colocava o homem branco europeu como superior a todos os outros. Porém, essa pseudociência também criou subdivisões entre os próprios europeus, apregoando que os europeus do Norte eram superiores aos do Sul e Leste. Nos Estados Unidos, o crescente expansionismo do país era visto como prova de superioridade da raça teutônica dos “anglo-saxões” em relação aos “mediterrâneos” ou “alpinos”. Para esses grupos, os “mediterrâneos”, dos quais os italianos, particularmente os do Sul, predominantemente morenos, faziam parte, estavam no nível mais baixo da hierarquia racial europeia, embora ainda superiores aos não europeus.
Quando os italianos imigraram em massa para os Estados Unidos, tais ideias racistas estavam em plena expansão. Os italianos, principalmente os do Sul da Itália, sofreram variados graus de discriminação nos Estados Unidos, inclusive por italianos do Norte, que os viam como inferiores; porém, de acordo com Thomas A. Guglielmo, os imigrantes italianos podem ter sido discriminados enquanto "mediterrâneos", "sul-italianos" ou "latinos", no entanto seu status racial permaneceu inequivocamente "branco".: As contestações devido à cor nunca foram contínuas ou sistemáticas quando se tratava de italianos,: que foram "amplamente aceitos como brancos pela mais ampla variedade de pessoas e instituições" nos Estados Unidos. : 6 Mesmo no Sul, como na Luisiana, qualquer tentativa de marginalizá-los "falhou miseravelmente".:28
David Bernstein argumenta que os italianos (bem como os irlandeses, judeus e outros imigrantes europeus) sempre foram considerados brancos nos Estados Unidos, porquanto nunca foram objeto de segregação nas escolas ou impedidos por lei de se casarem com brancos de origem anglo-saxã, como ocorreu com pessoas de ascendência africana, asiática, mexicana ou indígena. Ele enfatiza que a pseudociência racista da época dividia os europeus em várias raças por nacionalidade ou nacionalidade percebida, e frequentemente criava uma hierarquia entre esses grupos, porém essa era uma hierarquia racista dentro do grupo branco, não uma evidência de que esses grupos não eram considerados brancos.

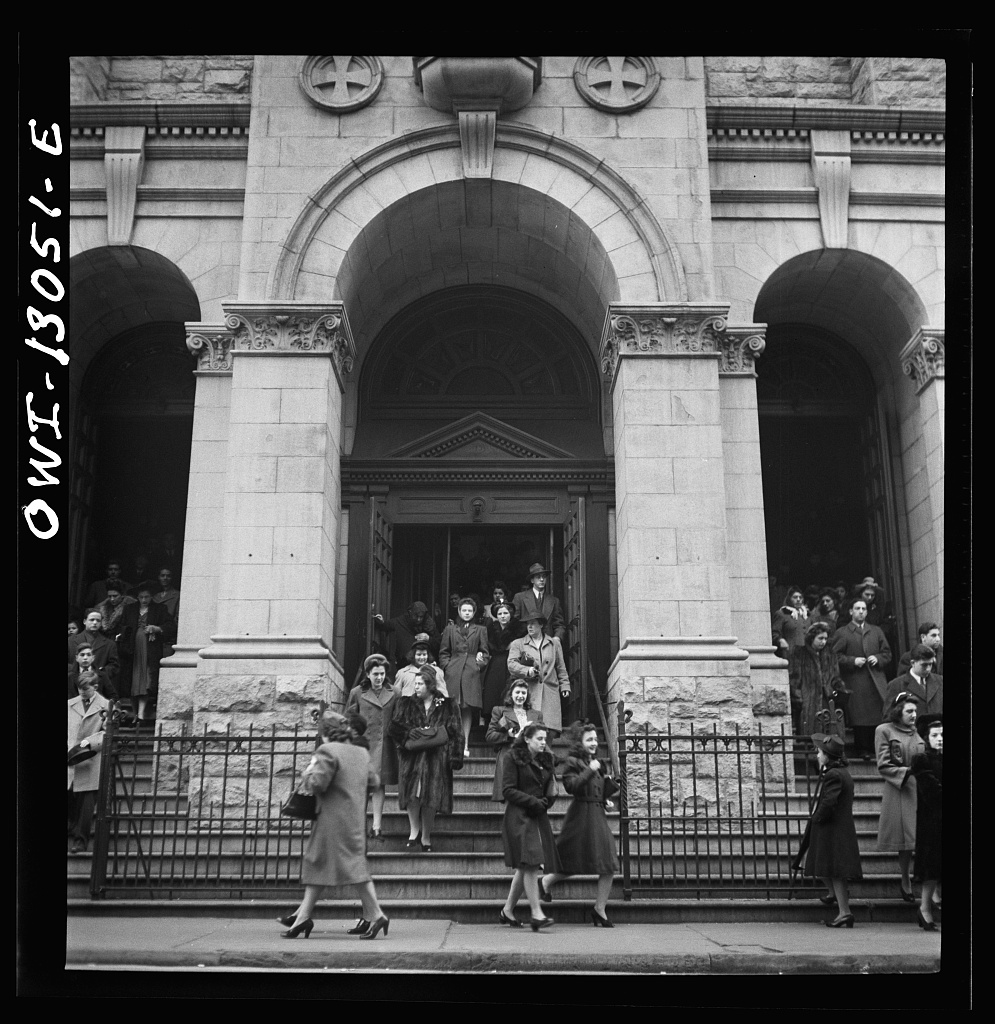
Ítalo-americanos saindo de igreja católica em Nova Iorque, na década de 1940.

Já outros autores defendem a tese de que os italianos gradualmente “tornaram-se brancos” nos Estados Unidos. Matthew Frye Jacobson sustenta que, em certas partes do sul dos Estados Unidos, quando vigoravam as leis Jim Crow, os italianos teriam ocupado um “meio-termo racial” dentro do sistema de castas binário e implacável que dividia a população norte-americana entre brancos e negros. Embora os italianos fossem vistos como brancos para fins de naturalização e voto, seu status racial foi impactado por sua aparência física e por não "agirem" como brancos, pois faziam trabalhos manuais normalmente reservados aos negros. Os italianos teriam ocupado um "meio-termo na ordem racial" até a década de 1920, quando então passaram a ser vistos como brancos.:48
Um fator que facilitou o processo de integração dos italianos e de outros imigrantes do Sul e do Leste europeu entre a população branca norte-americana foi a Grande Migração dos negros americanos do Sul para os centros urbanos do Norte dos EUA, que ocorreu após a I Guerra Mundial. A chegada de milhões de afro-americanos aos centros urbanos do Norte reforçou uma classificação racial binária que dividia a população entre negros e brancos e enfraqueceu a percepção de que os imigrantes europeus recém-chegados fossem tão diferentes dos brancos norte-americanos, uma vez que os negros eram percebidos como mais contrastantes. O mesmo processo ocorreu, só que mais prematuramente, na Califórnia, onde havia uma crescente população de imigrantes chineses, que rapidamente tornaram-se o alvo principal de racismo, inclusive por parte de italianos: em 1862, pescadores italianos da Baía de São Francisco mobilizaram-se para obter uma regulação estatal da Califórnia “para a proteção dos pescadores brancos, contra a invasão dos mongóis". Vinte anos depois, pescadores italianos revoltaram-se contra seus concorrentes chineses, acusando-os de terem destruído “redes de pescadores brancos”. Durante a grande organização trabalhista anti-chinesa da década de 1870, a presença italiana é registrada no racista Partido dos Trabalhadores da Califórnia, para proteger o “trabalho branco” da competição de “raças inferiores”, ou seja, mineiros chineses.

## Cultura e progresso econômico

### A pobreza inicial
Os italianos começaram muito baixo na hierarquia do trabalho nos Estados Unidos. Conforme dados do censo americano de 1910, enquanto a renda semanal média dos americanos brancos era de US $ 14,37, os imigrantes italianos ganhavam apenas US $ 10,50, valor inferior à renda média dos negros americanos (US $ 10,66). Essas diferenças substanciais existiam também em relação aos imigrantes vindos do Norte da Itália, que ganhavam US $ 11,28 por semana, enquanto os italianos vindos do Sul ganhavam apenas US $ 9,61. Esses salários eram notavelmente inferiores aos ganhos dos imigrantes judeus russos de US $ 12,71 ou dos imigrantes noruegueses de US $ 13,28. Os chefes de família italianos ganhavam em média US $ 613 por ano, bem abaixo da média nacional (US $ 865) ou dos ganhos dos imigrantes escoceses (US $ 1.147).

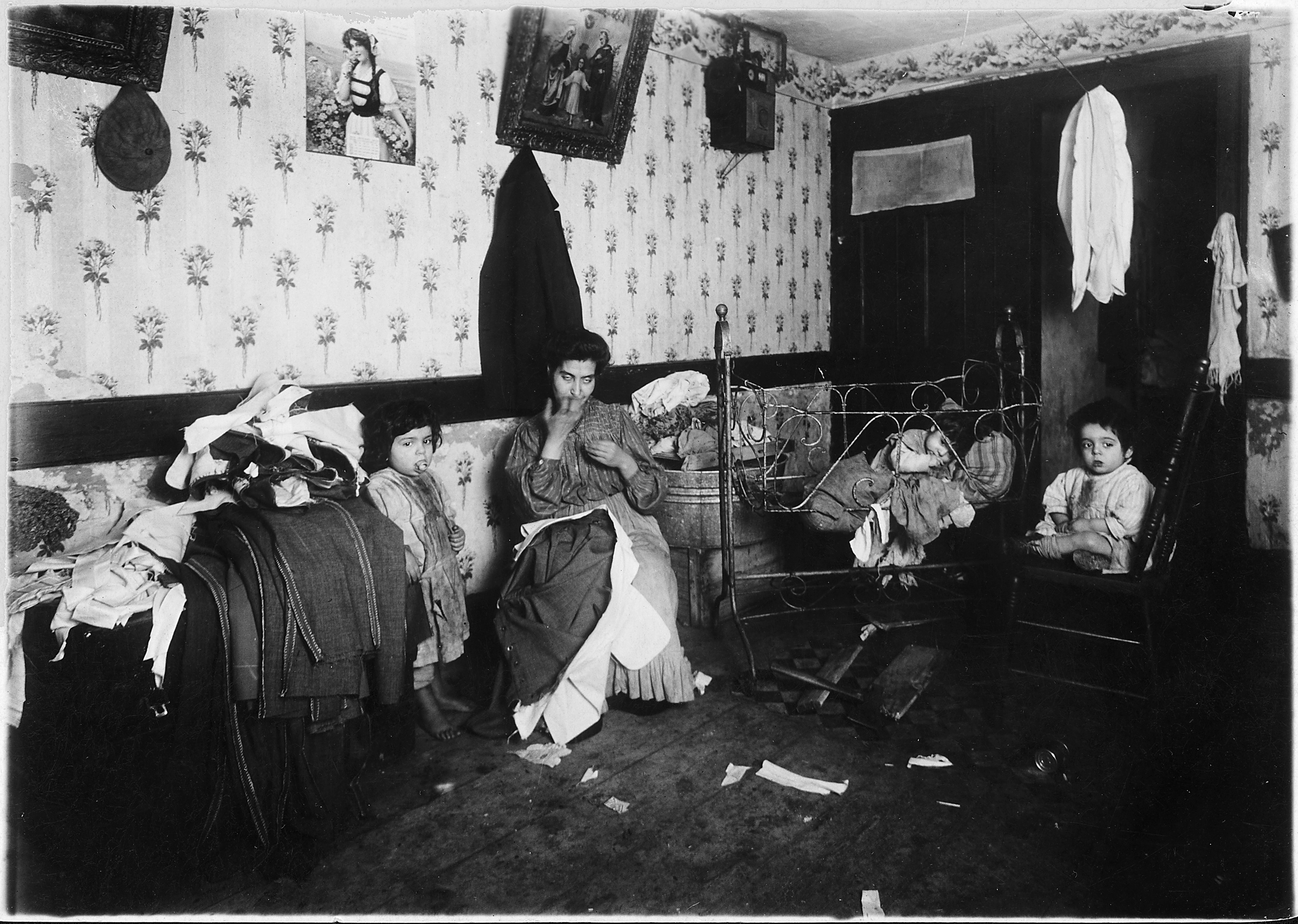
Foto da década de 1910, mostrando imigrante italiana e filhos, vivendo em situação de pobreza, em Nova Iorque.

Os imigrantes italianos eram principalmente camponeses, possuíam habilidades limitadas e pouca ou nenhuma educação formal, sendo em geral muito pobres. De fato, pesquisas daquele período mostram que os imigrantes da Itália trouxeram com eles uma média de US $ 8 a US $ 13 por pessoa, muito menos do que traziam os imigrantes anglo-saxões, alemães ou escandinavos.
Inicialmente, a maioria dos imigrantes italianos encontrava empregos no trabalho informal. Eles não se opuseram a esse sistema de emprego, porque a maioria deles trabalhava sob um sistema de contrato semelhante antes da emigração, como praticado pelos "padrones". Por outro lado, aqueles que conseguiram encontrar empregos permanentes estavam em melhor situação.  Esses trabalhadores eram empregados em projetos de construção de estradas, como escavadores de canais em ferrovias, na construção de esgotos ou como pedreiros. Ganhos ainda melhores estavam disponíveis em áreas de alto risco, em minas de ferro, carvão e cobre e em siderúrgicas.

### Ascensão social
Por volta de 1920, as "Little Italies" haviam-se estabilizado e tornaram-se consideravelmente mais prósperas, à medida que os trabalhadores conseguiam empregos mais bem remunerados, muitas vezes em profissões especializadas. O inglês era agora a língua mais comumente ouvida nas ruas das "Little Italies".

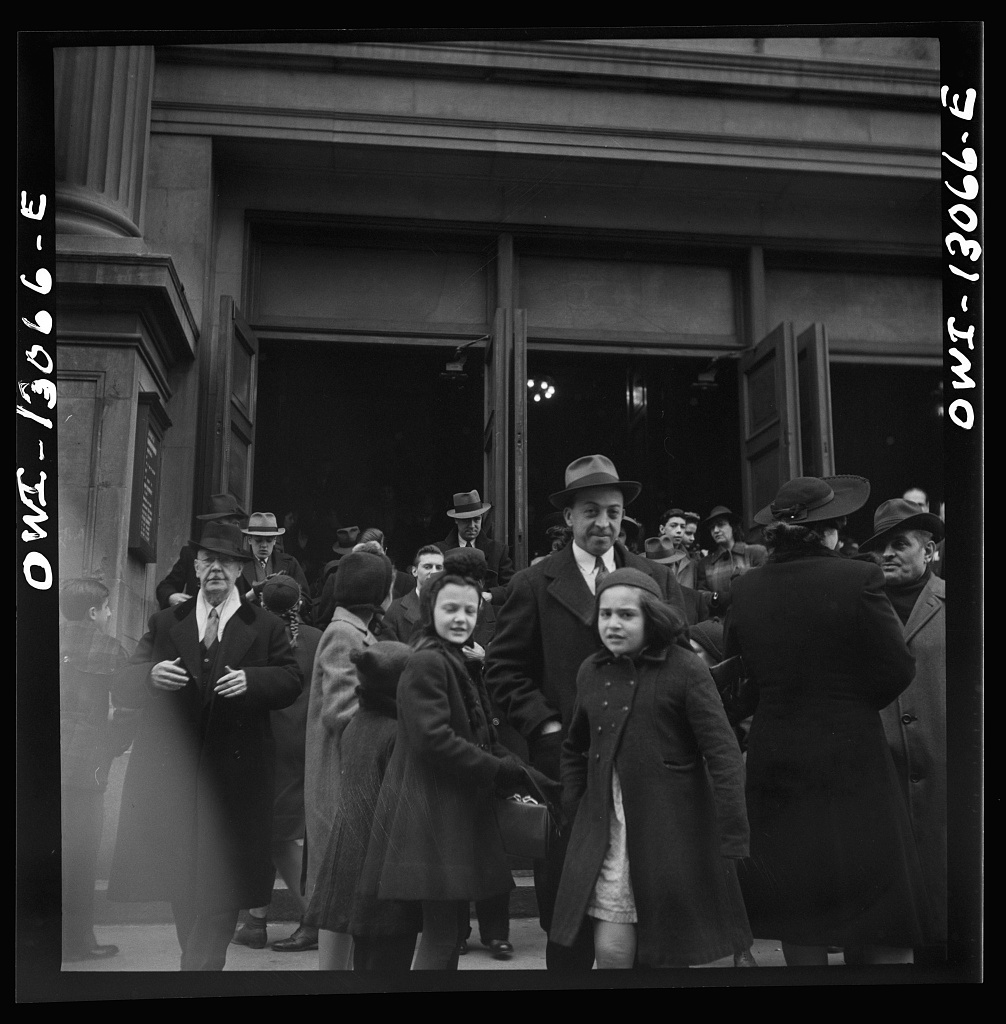
Ítalo-americanos na porta de igreja, em Nova Iorque, na década de 1940.

Durante a era da imigração em massa, as famílias rurais na Itália não valorizavam muito a educação formal, pois precisavam que seus filhos ajudassem nas tarefas, assim que tivessem idade suficiente. Para muitos, essa atitude não mudou ao chegar aos Estados Unidos, onde se esperava que as crianças ajudassem a sustentar a família o mais rápido possível.
O desprezo pela educação formal, fortemente presente entre os imigrantes italianos, mudou a cada geração sucessiva. O censo de 1970 revelou que os menores de 45 anos alcançaram um nível de educação comparável à média nacional americana. Após seis décadas do pico imigratório, os americanos de origem italiana haviam se igualado à média nacional, no tocante à educação.
Na segunda geração, aproximadamente 70% dos descendentes de italianos nos Estados Unidos tinham empregos de colarinho azul e a proporção caiu para aproximadamente 50% na terceira geração, de acordo com pesquisas de 1963. Em 1987, o nível de renda ítalo-americana excedeu a média nacional e, desde os anos 50, cresceu mais rápido do que qualquer outro grupo étnico branco, exceto os judeus. Em 1990, de acordo com o censo dos EUA, mais de 65% dos americanos de origem italiana estavam empregados como trabalhadores administrativos, profissionais especializados ou de colarinho branco. Em 1999, a renda anual média das famílias ítalo-americanas era de US $ 61.300, enquanto a renda anual média de todas as famílias americanas era de US $ 50.000.
Um estudo da Universidade de Chicago, de 1994, com quinze grupos étnicos, mostrou que os ítalo-americanos estavam entre os grupos que tinham os menores percentuais de divórcio, desemprego, pessoas dependentes de subsídios governamentais e de presos. Por outro lado, eles estavam entre os grupos com os maiores percentuais de famílias com dois pais, membros idosos da família que ainda moram em casa e de famílias cujos membros comem juntos regularmente.

### Assimilação na sociedade americana
A ascensão social dos descendentes de italianos na sociedade americana também representou, para muitos deles, a redução ou a perda dos vínculos com a cultura italiana. A perda das tradições e um senso psíquico de deslocamento misturam-se com os benefícios de se tornarem americanos da classe média.

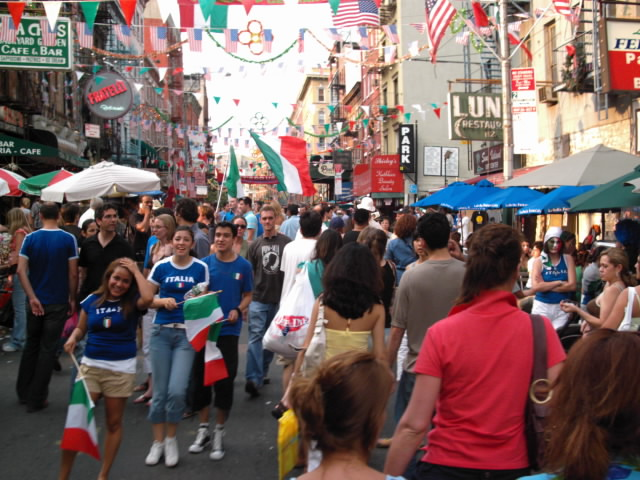
Festa no bairro italiano de Nova Iorque após a vitória da seleção da Itália na Copa do Mundo FIFA de 2006.

Na família ítalo-americana de primeira geração, as pessoas falavam italiano, cozinhavam comida italiana, casavam-se com italianos e agiam como italianos. Agir como italianos significava colocar a família acima de todos os outros interesses. O controle do destino da família estava nas mãos do pai, uma figura temida e reverenciada. A mãe italiana, na opinião das autoridades sobre a estrutura familiar italiana, exercia considerável poder e influência dentro da família. Esse cenário mudou a partir das segunda e terceira gerações. Nas décadas passadas, muitos descendentes saíram de bairros predominantemente italianos e mudaram-se para os subúrbios das grandes cidades americanas, onde os seus vizinhos não eram mais italianos. Ao sair dos guetos étnicos e ao entrar nos subúrbios, os descendentes romperam com essa estrutura e foram tornando-se cada vez mais "americanizados".
Exemplo desse processo é a Little Italy de Manhattan, em Nova York. No passado, a região concentrava milhares de italianos e descendentes, mas o bairro viu seu número de residentes de ascendência italiana diminuir desde a década de 1960, quando a imigração da Itália diminuiu e os ítalo-americanos prosperaram e se mudaram para outras partes da cidade e para os subúrbios. Em 2011, apenas 5% dos residentes ainda eram de origem italiana e nenhum deles nascido na Itália. Atualmente, o bairro é habitado predominantemente por chineses e outras pessoas de origem asiática.

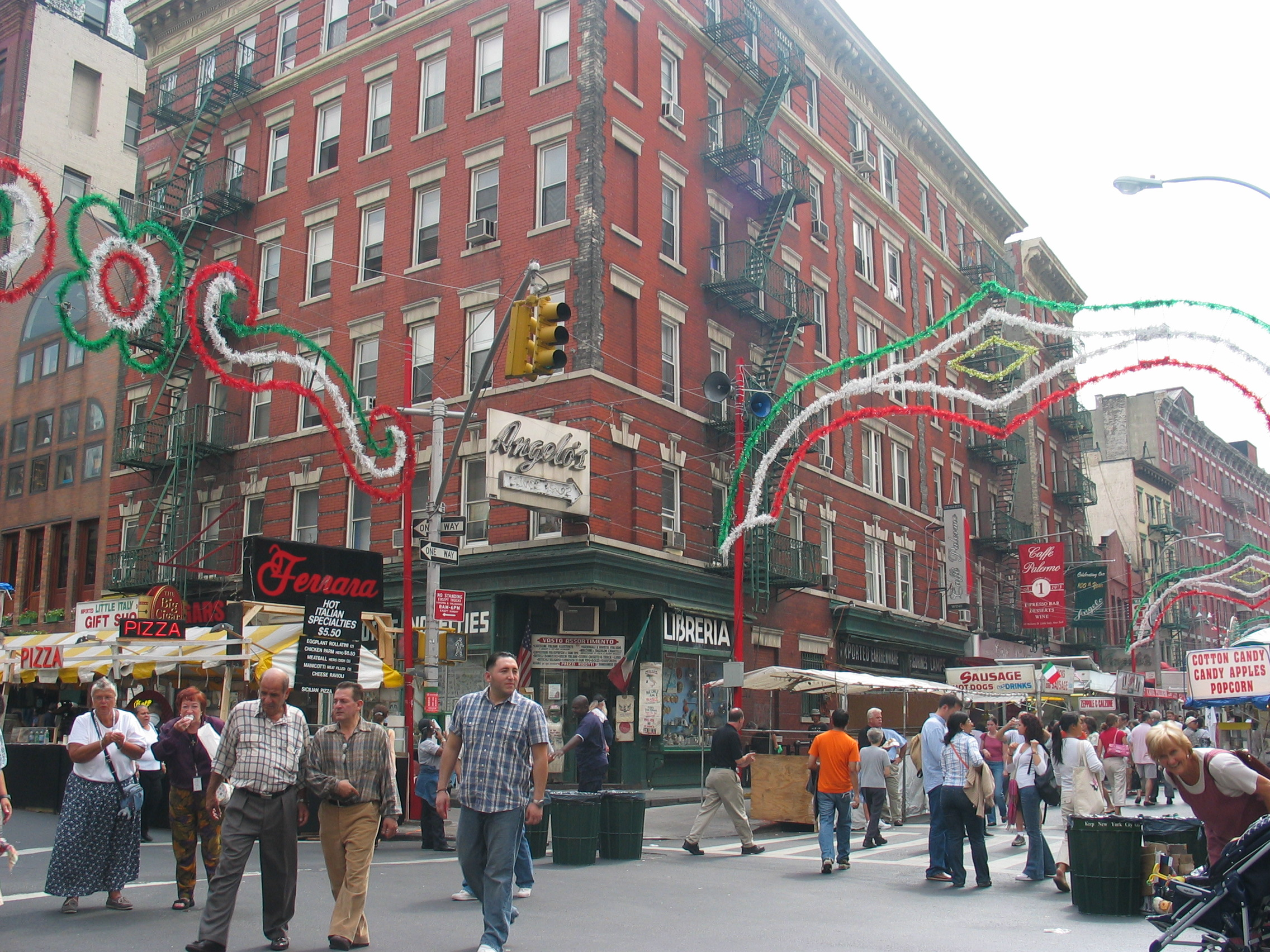
Festa de São Genaro, na Little Italy de Nova Iorque, em 2004.

Pesquisa de 2017 mostrou que a língua italiana é a que está mais rapidamente morrendo nos Estados Unidos. Entre 2001 e 2017, o número de pessoas que disseram falar italiano em casa, nos Estados Unidos, diminuiu de 893.000 para 554.000, uma redução de 34%. O rápido declínio do idioma italiano nos EUA deve-se a dois fatores principais. Nos EUA, existem cada vez menos residentes que nasceram na Itália: a população italiana caiu de cerca de 530.000 em 2001 para menos de 400.000 em 2017. Isso explica cerca de 40% da queda de falantes de italiano. Os outros 60% da queda são explicados principalmente pela assimilação. De 1930 a 1970, havia mais residentes estrangeiros nos EUA oriundos da Itália do que de qualquer outro país. Quando esses imigrantes morrem e seus descendentes formam famílias, que falam principalmente inglês, o número de falantes de italiano diminui ainda mais.
Segundo pesquisa de 2006, 16.512.242 pessoas nos Estados Unidos declararam ser de ancestralidade italiana. Desse total, 92,3% declararam que apenas falam inglês em casa e somente 7,7% declararam falar outra língua.
Atualmente, a maioria dos americanos de origem italiana não têm uma ascendência integralmente italiana, pois a maior parte já é misturada com outros grupos étnicos brancos. Somente 8% dos americanos descendentes de italianos nascidos antes de 1920 tinham ancestrais mistos, mas 70% dos descendentes nascidos após 1970 eram filhos de casamentos mistos. Essa terceira e quarta geração de descendentes, com ascendência apenas parcialmente italiana, tem uma experiência completamente diferente dos italianos de primeira e segunda geração, uma vez que a ligação com a cultura e com os costumes italianos é cada vez menor.

### Número de ítalo-americanos

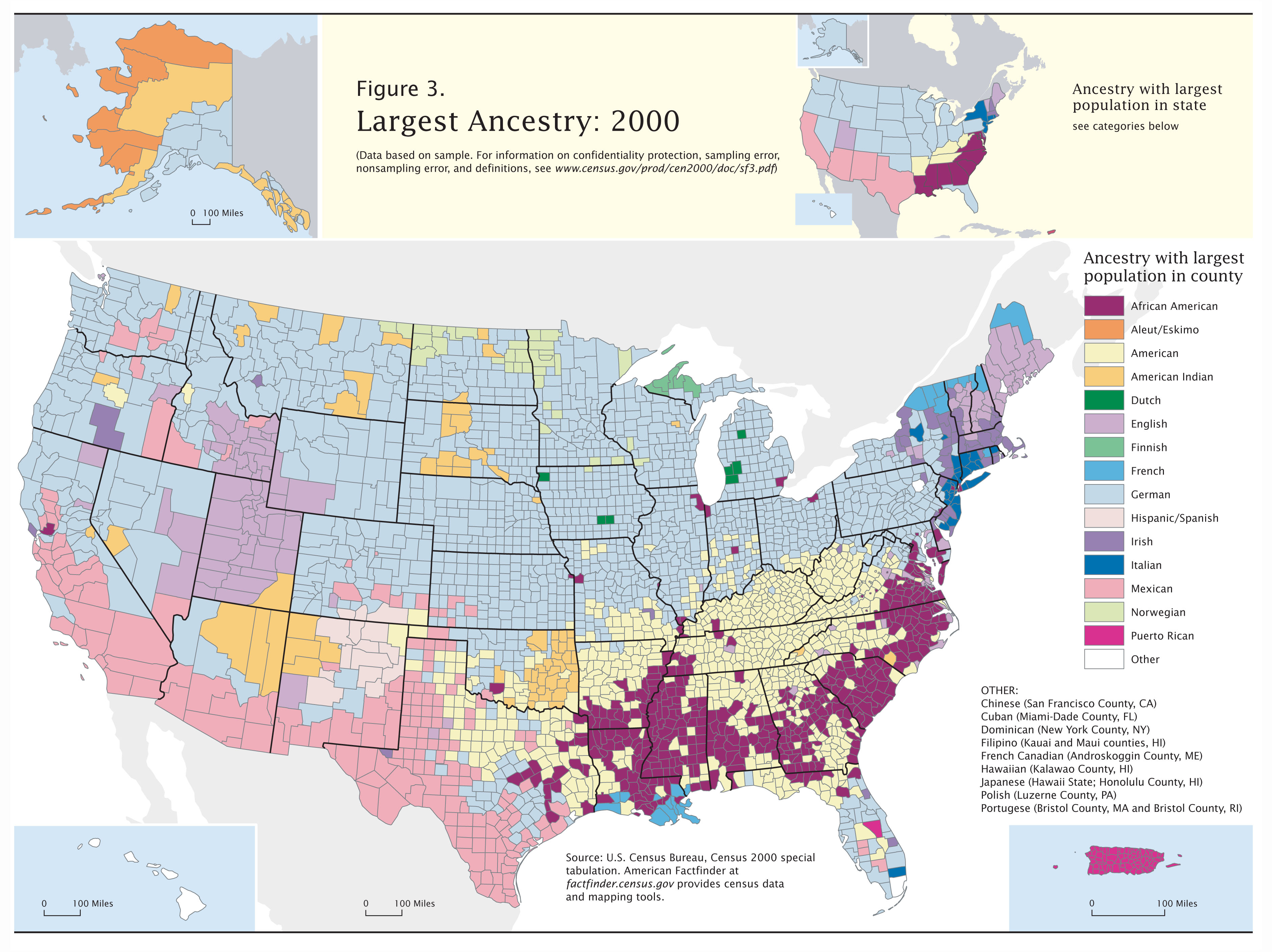
Mapa que mostra a ancestralidade da população norte-americana. Em azul escuro (no nordeste), onde os descendentes de italianos são o grupo mais numeroso.

1. Nova Iorque 3.254.298

2. Nova Jérsia 1.590.225

3. Pennsylvania 1.547.470

4. California 1.533.599

5. Florida 1.147.946

6. Massachusetts 918.838

7. Illinois 739.284

8. Ohio 720.847

9. Connecticut 652.016

10. Michigan 484.486

…
47. Alaska 17.173

48. Colorado15.000

49. Dakota do Sul 8.437

50. Dakota do Norte 5.437

### Porcentagem de ítalo-americanos
1. Rhode Island 19,7%

2. Connecticut 18,6%

3. Nova Jérsia 16,8%

4. Nova Iorque 16,4%